# Stubal
Stubal (en serbe cyrillique : Стубал) est un village de Serbie situé dans la municipalité d'Aleksandrovac, district de Rasina. Au recensement de 2011, il comptait 598 habitants.

## Démographie
| 1948 | 1953 | 1961 | 1971 | 1981 | 1991 | 2002 | 2011 |
| ---- | ---- | ---- | ---- | ---- | ---- | ---- | ---- |
| 500  | 527  | 535  | 503  | 524  | 591  | 615  | 598  |

|  |